# Roksolana (serial telewizyjny)
Roksolana (ukr. Роксолана) – filmowy serial historyczny na podstawie powieści Osypa Nazaruka pod tym samym tytułem. Akcja filmu rozgrywa się w XVI i XVII wieku.
Film produkcji ukraińskiej. Kręcony był w wytwórni filmowej Ukrtełefilm na Ukrainie (Krym). Składa się z 3 sezonów (części), w sumie 50 odcinków.

## Fabuła
Film przedstawia obrazy z życia dworu osmańskiego, w okresie panowania sułtana Sulejmana Wspaniałego (najdłużej panującego sułtana osmańskiego). Jednym z głównych wątków w filmie jest miłość sułtana do Roksolany.

## Obsada
- Olha Sumśka – Roksolana (Hurrem Sultan)
- Anatolij Chostikojew – Sulejman Wspaniały
- Rafael Kotandżian – Pargali Ibrahim Pasza, wielki wezyr
- Tetiana Nazarowa – Valide Hafsa Sultan, matka Sulejmana Wspaniałego
- Natalija Honczarowa – Mihrimah, córka Sulejmana Wspaniałego i Roksolany
- Łeś Serdiuk – Qasim Pasza
- Petro Beniuk – Kizlar-aga